# 1993年全国学生躰道優勝大会
1993年全国学生躰道優勝大会（1993ねんぜんこくがくせいたいどうゆうしょうたいかい）は、1993年に東京都足立区の東京武道館で開催された第27回全国学生躰道優勝大会である。

## 概要
日本学生躰道協会主催。大東文化大学が、第11回大会の国際商科大学以来の総合3連覇を達成した。

## キャッチフレーズ
不明

## 競技結果
| 種目     | 金                                                  | 銀                                                             | 銅                                                      | 4位                                               |
| 総合     | 大東文化大学 （102点）                              | 東京国際大学 （42点）                                          | 城西大学 （27点）                                       | 東北福祉大学 （15点）                             |
| 男子     |                                                     |                                                                |                                                         |                                                   |
| 団体実戦 | 東京国際大学 城戸・新井・鈴木・佐々木・荒井         | 城西大学 井上・榎本・藤田・竹内・津村                          | 大東文化大学 日吉・九十九里・菊地誠・榎希一郎・千葉章博 | 拓殖大学 石内・中山・山田・大西・久保田           |
| 個人実戦 | 門馬有希 大東文化大学                               | 千葉章博 大東文化大学                                          | 須田仁 東北福祉大学                                     | 末正健司 千葉工業大学                             |
| 個人法形 | 菊地誠 大東文化大学                                 | 門馬有希 大東文化大学                                          | 塩崎智彦 東京医科歯科大学                               | 榎希一郎 大東文化大学                             |
| 女子     |                                                     |                                                                |                                                         |                                                   |
| 団体実戦 | 大東文化大学 阿部・法月奈津子・竹前清美・金沢・小松 | 東京国際大学 飯塚・桜井・橋本・塩澤真紀・鈴木                  | 城西大学 深澤・石田直子・青木・平塚・菊地               | 東京医科歯科大学 尾上・金井・野中ユリ・三浦・室田 |
| 個人実戦 | 塩澤真紀 東京国際大学                               | 石田直子 城西大学                                              | 法月奈津子 大東文化大学                                 | 竹前清美 大東文化大学                             |
| 個人法形 | 法月奈津子 大東文化大学                             | 鈴木律子 大東文化大学                                          | 石田直子 城西大学                                       | 高橋真理 東北福祉大学                             |
| 男女     |                                                     |                                                                |                                                         |                                                   |
| 団体法形 | 大東文化大学B 阿部・鈴木・日沖・千葉・小松          | 東北福祉大学 須田仁・高橋・新実・熊谷・佐野                    | 東京国際大学B 中西・泉・柴山・新井・久島                | 東京国際大学A 青木・飯塚・岡田・勝本・塩澤真紀    |
| 団体展開 | 東京国際大学A 鈴木・城戸・新井・荒井・渡辺・関岡    | 大東文化大学B 千葉章博・菊地誠・九十九里・榎希一郎・小泉・日吉 | 大東文化大学A 川尻・三島・注連野・那須・門馬有希・三宅  | 城西大学A 藤田・井上・加藤・竹内・佐藤・谷        |
| 新人団法 | 北海道大学 浅野・佐藤・西村・酒井・鈴木             | 大東文化大学A 石井・高橋雅・高橋・岡本・前田                   | 二松学舎大学 矢田・加藤・木村・木目田・森               | 拓殖大学 海老名・佐藤・並木將志・横澤・五十嵐     |

| 最優秀選手 | 千葉章博 大東文化大学 |                           |                       |                         |                   |
| 優秀選手   | 菊地誠 大東文化大学   | 塩崎智彦 東京医科歯科大学 | 末正健司 千葉工業大学 | 法月奈津子 大東文化大学 | 石田直子 城西大学 |